# بحيرة كانيير
بحيرة كانيير تقع في إقليم الساحل الغربي في الجزيرة الجنوبية (نيوزيلندا) نيوزيلندا. حيث تقع على بعد 30 كم جنوب شرق هوكيتيكا، وتصب في بحر تسمان عبر نهري كانيير وهوكتيكا. وبمساحة 22 كم مربع (8.5 ميل مربع) تحتل البحيرة المرتبة الثانية بعد بحيرة برونر في الحجم بين البحيرات الساحل الغربي. ويقع جبل غراهام على الساحل الغربي للبحيرة
تقع محطة توليد طاقة كهرمائية الصغيرة على نهر كانيير، بالقرب من مدخل البحيرة. تعتبر بحيرة كانيير موقعًا شهيرًا للأنشطة الترفيهية مثل ركوب القوارب و صيد الأسماك والتنزه نزهة وتزلج على الماء.